# Eschmeyer nexus
Eschmeyer nexus – endemiczny gatunek małej, morskiej ryby z rzędu skorpenokształtnych (Scorpaeniformes). Jedyny przedstawiciel rodzaju Eschmeyer oraz jedyny przedstawiciel rodziny Eschmeyeridae.
Gatunek ten nazwany został na cześć amerykańskiego taksonoma i ichtiologa Williama Eschmeyera.

## Występowanie
Zasiedla tropikalne wody zachodniego Pacyfiku Oceania w Archipelagu wysp Fidżi w okolicy wyspy Ono-i-Lau, gdzie przebywa w strefie do 50 m głębokości.
Dorasta do 4 cm długości.